# 茄子河区
茄子河区是黑龙江省七台河市下辖的一个市辖区。位于七台河市东部。區人民政府駐東安街179號。

## 行政区划
茄子河区下辖6个街道办事处、2个镇、2个乡：
东风街道、富强街道、龙湖街道、东胜街道、湖东街道、通达街道、茄子河镇、宏伟镇、兴北镇、铁山乡和中心河乡。

## 人口
根據第七次人口普查數據，截至2020年11月1日零時，茄子河區常住人口為127499人。